# Maria Daelen-Strecker
Maria Felicitas Daelen-Strecker (* 22. Februar 1905 in Düsseldorf; † 5. Oktober 1993) war eine deutsche Ärztin und Regierungsbeamtin.

## Leben und Werk
Maria Daelen-Strecker war die Tochter aus der ersten Ehe von Katharina von Kardorff-Oheimb mit dem Industriellen Felix Daelen. Sie besuchte in Wiesbaden die Schule und machte dort 1922 das Abitur. Anschließend studierte sie Medizin in Hamburg (1923–1925), München (1925–1927) und Berlin (1927–1929). In Berlin legte sie 1929 ihr Staatsexamen ab und wurde 1932 dort auch zum Dr. med. promoviert. Von 1930 an zunächst als Assistenzärztin im Krankenhaus Westend tätig, wurde sie 1933 wegen „Antinazi-Einstellung“ entlassen und war dann bis 1938 in der Charité tätig.
1938 eröffnete sie eine eigene Praxis für Innere Krankheiten in Berlin-Schöneberg. Während ihrer Tätigkeit (bis 1945) als Kreisärztin konnte sie verschiedenen Künstlern helfen, sich dem Kriegsdienst zu entziehen. 1945 floh sie vor der Gestapo nach Österreich. Ende 1945 kehrte sie nach Bayern zurück, nahm vorübergehend eine Stelle im UNNRA Krankenhaus an und stand dann bis Februar 1946 als Ärztin in einem Kriegsgefangenenlager in amerikanischen Diensten. Am 25. März 1946 wurde sie auf Wunsch von Wilhelm von Drigalski im hessischen Innenministerium als Referentin für Tuberkulosebekämpfung und Mütter- und Säuglingsschutz eingestellt. Sie war dann entscheidend und „mit großem Optimismus“ daran beteiligt, in Hessen die BCG-Impfung einzuführen. Der Hinweis auf deren erfolgreiche Durchführung half wenig später, den Haushaltsausschuss des hessischen Landtags davon zu überzeugen, dass „der Kampf gegen die Krankheit vor und nicht nach ihrer Entstehung aufgenommen werden muss“, und ließ ihn für die Finanzierung „eines ersten großen Fluorierungsprogramms in der Bundesrepublik“ stimmen.
Vom 19. November 1948 bis 11. Februar 1949 unternahm sie als einzige Frau in einer deutschen Ärztegruppe eine Studienreise durch die Vereinigten Staaten von Amerika. In ihrem Bericht vom 15. April 1949 schreibt sie im Abschnitt Zahnpflege: „Ein in Amerika sehr beliebtes Mittel zur Behandlung und Erhaltung der Zähne ist Fluor (Fluorine). Wir haben dieses Mittel mit nach Deutschland gebracht – sowie die Veröffentlichung über die Zusammensetzung – und hoffen, es auch bei uns einführen zu können. Fluor soll eine bedeutende Wirkung auf die Zähne haben und vor allem die Caries verhüten.“ Im Juli 1949 wurde in Frankfurt auf Initiative des Zahnarztes Hans Joachim Tholuck der Deutsche Ausschuss für Jugendzahnpflege (DAJ) gegründet, auf dessen Veranlassung hin zunächst Versuche mit lokaler Applikation von Fluoridlösungen durchgeführt wurden, die aber eine Schädigung der Zahnpulpa verursachten. Der Ausschuss wurde dann von Maria Daelen gebeten, die Gesundheitsämter bei der Organisation einer hessischen Fluoridtabletten-Aktion zu unterstützen. Hierbei wollte die Gesellschaft für angewandte Chemie („Gefach“, Wiesbaden) ihre gerade patentierten Fluorid-Dragees (auf Basis einer auf Zucker aufgetropften Natriumfluorid-Lösung) an hessischen Schulkindern testen lassen und erklärte sich auch bereit, die Kosten für Durchführung, Untersuchungen und Auswertung durch zahnmedizinische Universitätsinstitute zu tragen. Die von Maria Daelen dazu eingeholten Gutachten der Professoren Hans Heuser, Joachim von Reckow und Siegfried Morgen, Präsident der Landeszahnärztekammer Hessen, befürworteten solche Tests, adressierten im Wesentlichen Dosierungsfragen, teils mit Blick auf den noch unbekannten Fluoridgehalt der regionalen Wasserquellen, und gingen ganz am Rande auf die Möglichkeit der Trinkwasserfluoridierung ein. Vom Innenministerium wurden Abschriften der Gutachten auch an Heinrich Hornung weitergeleitet, der sie dem Kasseler Regierungspräsidium als Stütze für sein Fluoridierungsprojekt in Kassel-Wahlershausen vorlegte. Ein weiteres Gutachten von Oskar Eichler, unter den konsultierten Beratern der einzige mit ausgewiesener Erfahrung in der Fluoridforschung, wurde „aufgrund einer Intrige“ nicht von der hessischen Landesregierung verwertet.
Mittel für eine Tablettenaktion wurden zwar schon 1950 bereitgestellt, dann aber doch anderweitig darüber verfügt und später erneut beantragt. Bis dahin war die Zahl der Hersteller von Fluorid-Präparaten, die sich an der Aktion beteiligen wollten, erheblich gestiegen. Nach Besprechungen mit der Fluorkommission des DAJ am 27. Juni 1952 und 6. August 1952 verschickte Maria Daelen zur Vorbereitung der Tabletten-Aktion Rundschreiben an die Regierungspräsidenten in Darmstadt, Kassel und Wiesbaden mit der Bitte, die Gesundheitsämter von Gemeinden, die an der Aktion teilnehmen wollen, vom Staatlichen Chemischen Untersuchungsamt Frankfurt kostenlos die jeweils genutzten Wasserquellen auf ihren Fluoridgehalt untersuchen zu lassen. Erst dann könne darüber entschieden werden, in welchen Orten die Fluoridtabletten an die Schulkinder verteilt werden.
Bereits im April 1950 zur Regierungsmedizinalrätin ernannt und im November 1950 zur Oberregierungs- und -medizinalrätin befördert unter Berufung in das Beamtenverhältnis auf Lebenszeit, arbeitete Maria Daelen ab Juli 1953 als Hilfsreferentin in der Gesundheitsabteilung des Bonner Innenministeriums, die unter Leitung von Franz Redeker und Friedrich Koch (stellvertretender Leiter) stand. Koch, den sie seit seiner Tätigkeit als Medizinalreferent beim Regierungspräsidium Darmstadt kannte, unternahm Anstrengungen, sie nach Bonn zu holen. Mit Urkunde vom 24. Dezember 1953 wurde Daelen in den Bundesdienst übernommen, deshalb auf eigenen Antrag aus dem Dienst des Landes Hessen entlassen und arbeitete dann im Bundesinnenministerium (Abteilung Gesundheitswesen) und im später neu geschaffenen Bundesgesundheitsministerium. Als Delegierte vertrat sie Deutschland im Europarat und in der Weltgesundheitsorganisation. Innerhalb der hessischen Landesregierung wurde ihre „Fluoraktion“ zunächst von Fritz Hensel, nach dessen Tod (1958) von dem Zahnarzt Georg Wode (früher: Wrzodek; 1924–2003) weitergeführt.
Daelen-Strecker war die Halbschwester von Elisabeth Albert und vor dieser mit dem Dirigenten Wilhelm Furtwängler liiert. Sie heiratete 1968 Ludwig Strecker, den Seniorchef des Verlages B. Schott’s Söhne.